# Севастопольський парк (Дніпро)
Севастопольський парк — унікальний меморіальний парк міста Дніпро, справжній міський пантеон. На Севастопольському некрополі, який у 1955 році на честь 100-річчя оборони Севастополя зробили міським парком культури та відпочинку, поховані учасники чотирьох війн, жертви голодомору, тисячі звичайних мешканців міста.
Знаходиться: м.Дніпро, Лоцманський узвіз, 2.

## Історія
Спочатку це було друге за розмірами кладовище в Катеринославі. Історія його бере початок у першій половині XIX сторіччя, коли на цьому схилі поховали перших померлих з лікарні Богоугодних закладів міста. 
Коли у 1853 році почалася Кримська війна між Російською та Османською імперіями, російські війська 349 днів тримали оборону міста Севастополя. В той час на території Катеринослава було розгорнуто тимчасові військові шпиталі для лікування поранених захисників Севастополя. Померлих від ран солдатів, матросів, офіцерів ховали в окремих або братських могилах на цьому міському цвинтарі, що отримав назву «кладовище Севастопольців». За даними українських істориків і краєзнавців, тут поховано більше сорока тисяч воїнів російсько-турецької війни, за іншими джерелами – не більше 10 тисяч осіб. 
У 1863 році на спогад про подвиги захисників Севастополя було збудовано неподалік від кладовища невелику кам’яну Лазаревську церкву. 
У 1870 році біля церкви заснували цивільне кладовище, яке і отримало офіційну назву – Севастопольське. На цвинтарі почали ховати звичайних городян. Військові поховання продовжились під час Російсько-турецької війни 1877-1878 років, Першої світової та громадянської воєн. У 1930-ті роки на його території почали поступово будувати житлові будинки, зникла уся його східна частина. 
На початку 1933 року Севастопольське кладовище поповнилося більш ніж двома тисячами заморених голодом. Кладовище діяло аж до кінця 1930-их років, церква також діяла, але була частково зруйнована, у 1941 році вона згоріла під час боїв за місто. В період фашистської окупації кладовище знов було відкрито для поховань.
У післявоєнні роки його декілька разів пробували закрити, у 1949 році оголосили зачиненим. На захист Севастопольського кладовища стала громадськість міста, завдяки чому влада дозволила провести перепоховання і зобов’язалась зробити благоустрій і влаштувати братську могилу героїв севастопольської оборони. 
У 1955 році на честь 100-річчя героїчної оборони Севастополя на цій території був створений Севастопольський парк з меморіальним комплексом за проектом доцента Дніпропетровського будівельного інституту Олега Петрова. Зведено курган з монументом, споруджена тріумфальна арка і алея Героїв. 
У 1977 році Севастопольському парку було присвоєно статус меморіального.
З осені 2021 р. парк закрито, та розпочато його реконструкцію (рос.)

## Загальна інформація
На головній алеї Севастопольського парку бюстами увічнені герої Кримської війни:
- військовий лікар Пирогов Микола Іванович,
- матрос Шевченко Ігнатій,
- матрос Кішка Петро Маркович,
- матрос Заїка Федір,
- сестра милосердя Севастопольська Даша,
- адмірал Нахімов Павло Степанович,
- віце - адмірал Корнілов Володимир Олексійович,
- контр - адмірал Істомін Володимир Іванович.

У Севастопольському парку поховані :
- промисловець і меценат Олександр Поль,
- український поет та етнограф Іван Манжура,
- український історик і громадський діяч Адріан Кащенко,
- дитяча письменниця і громадська діячка Ганна Валуєва-Мунт.

Станом на лютий 2023 р. у парку лишилися лише могили О.Поля та І.Манжури

## Галерея

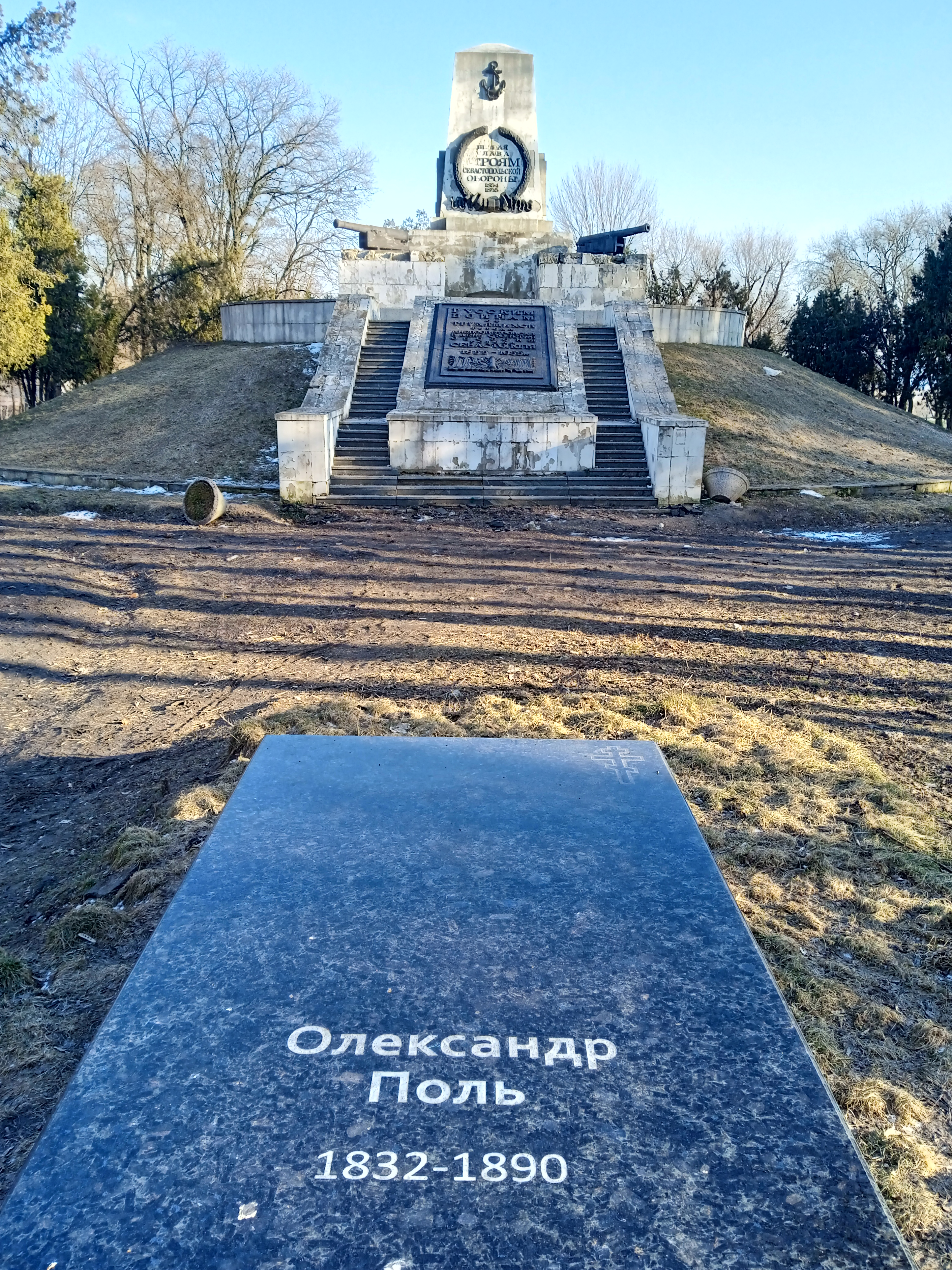
Могила О.Поля
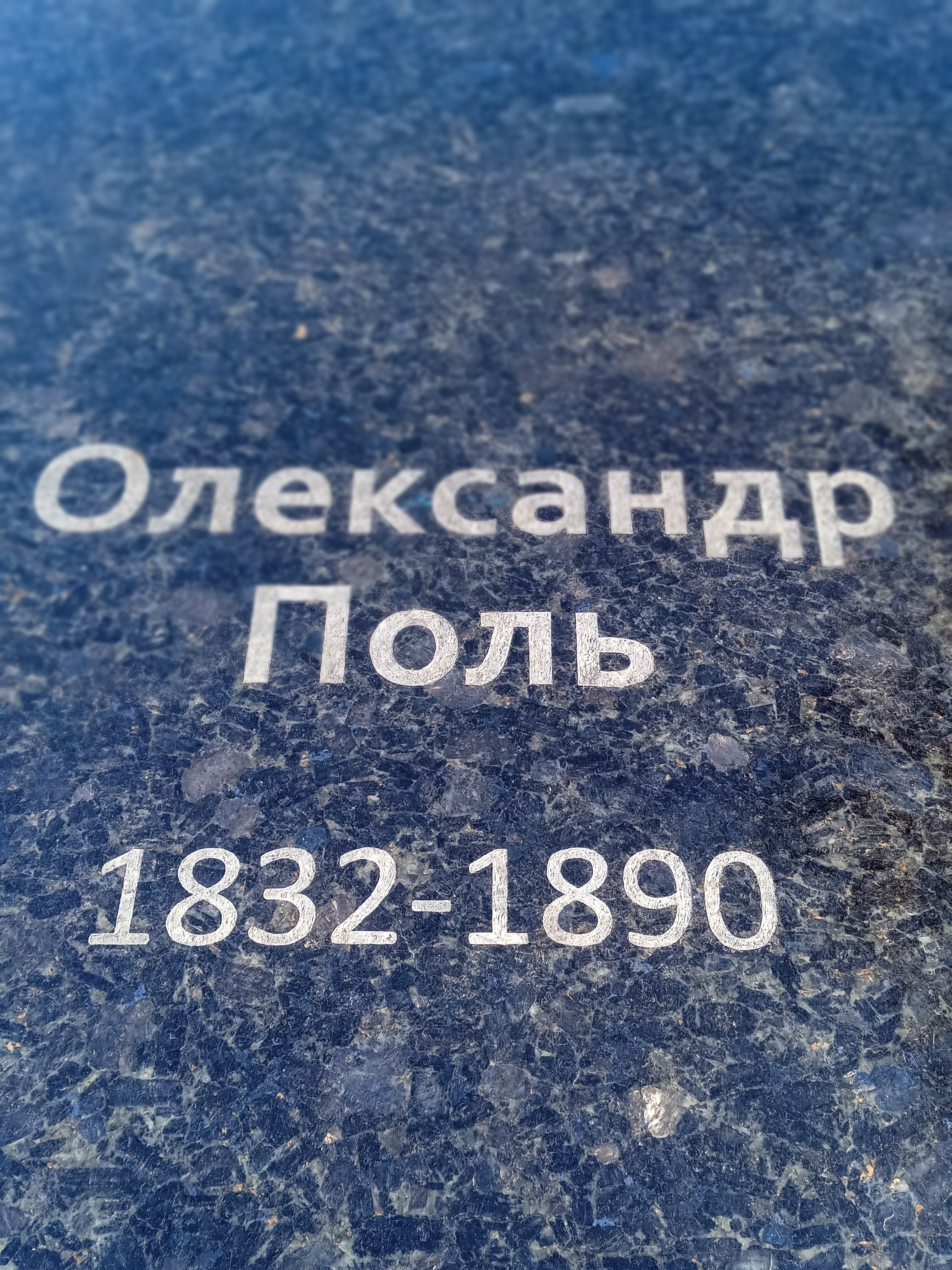
Могила О.Поля
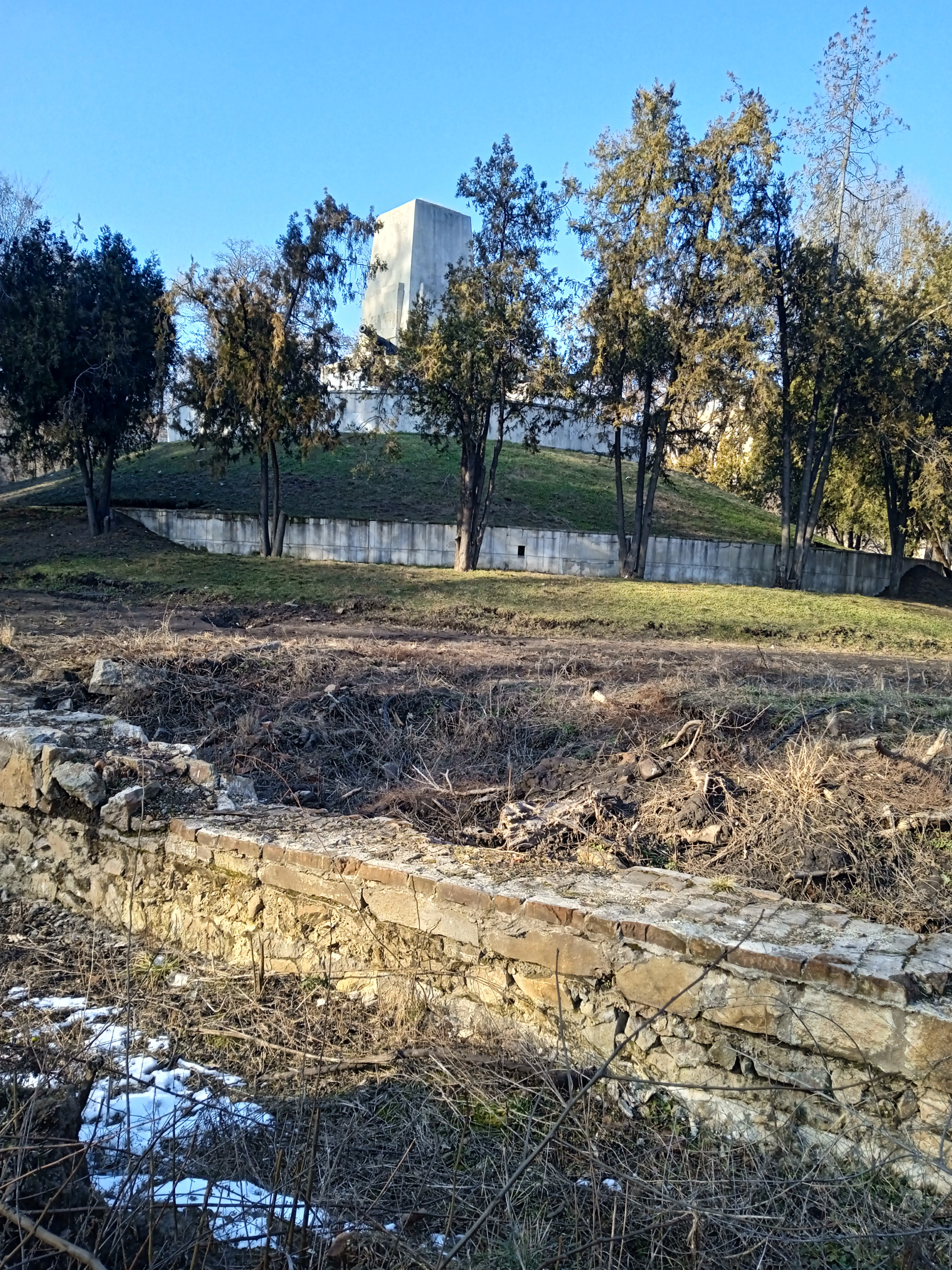
підвалини храму
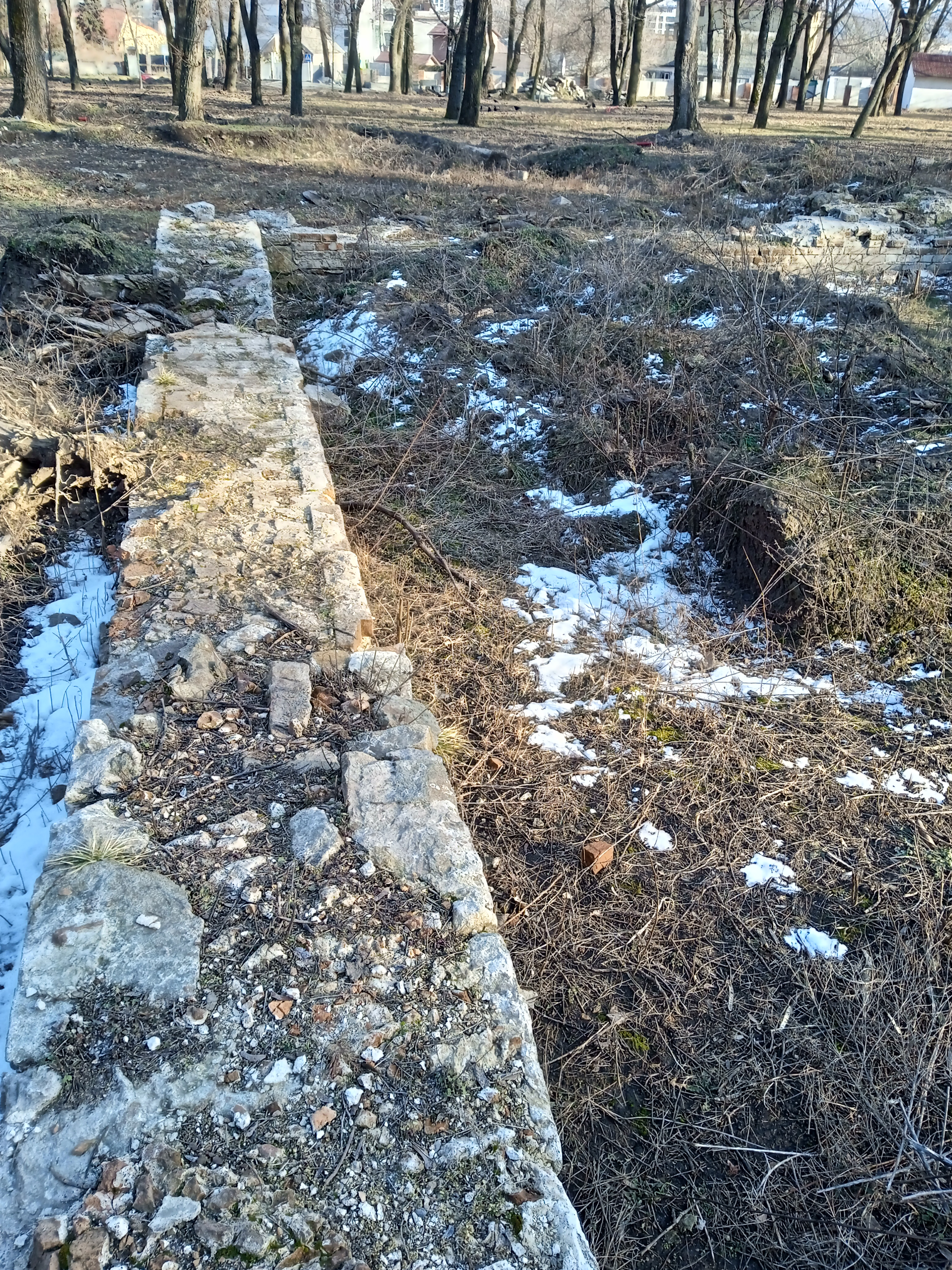
підвалини храму
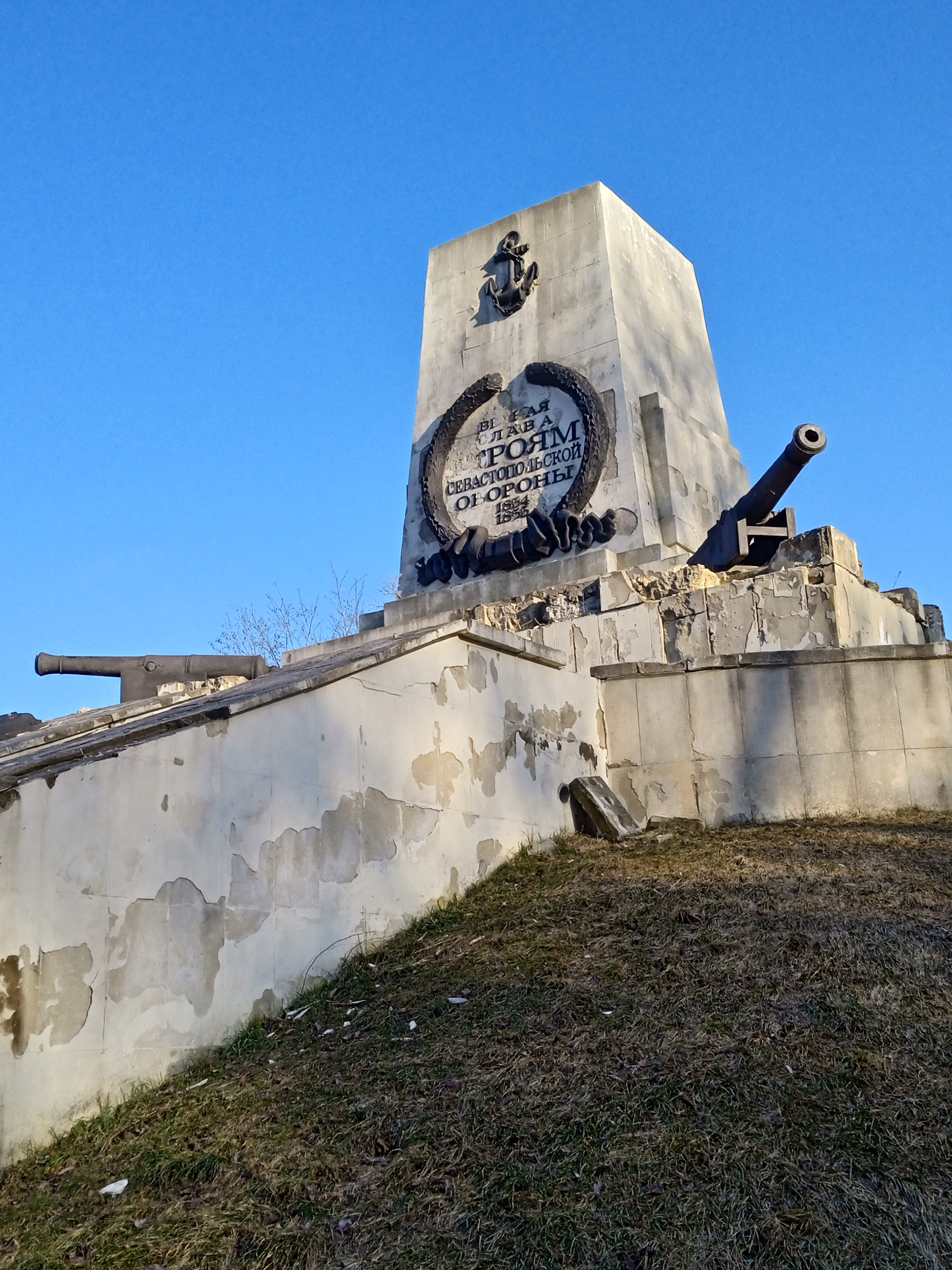
Меморіал
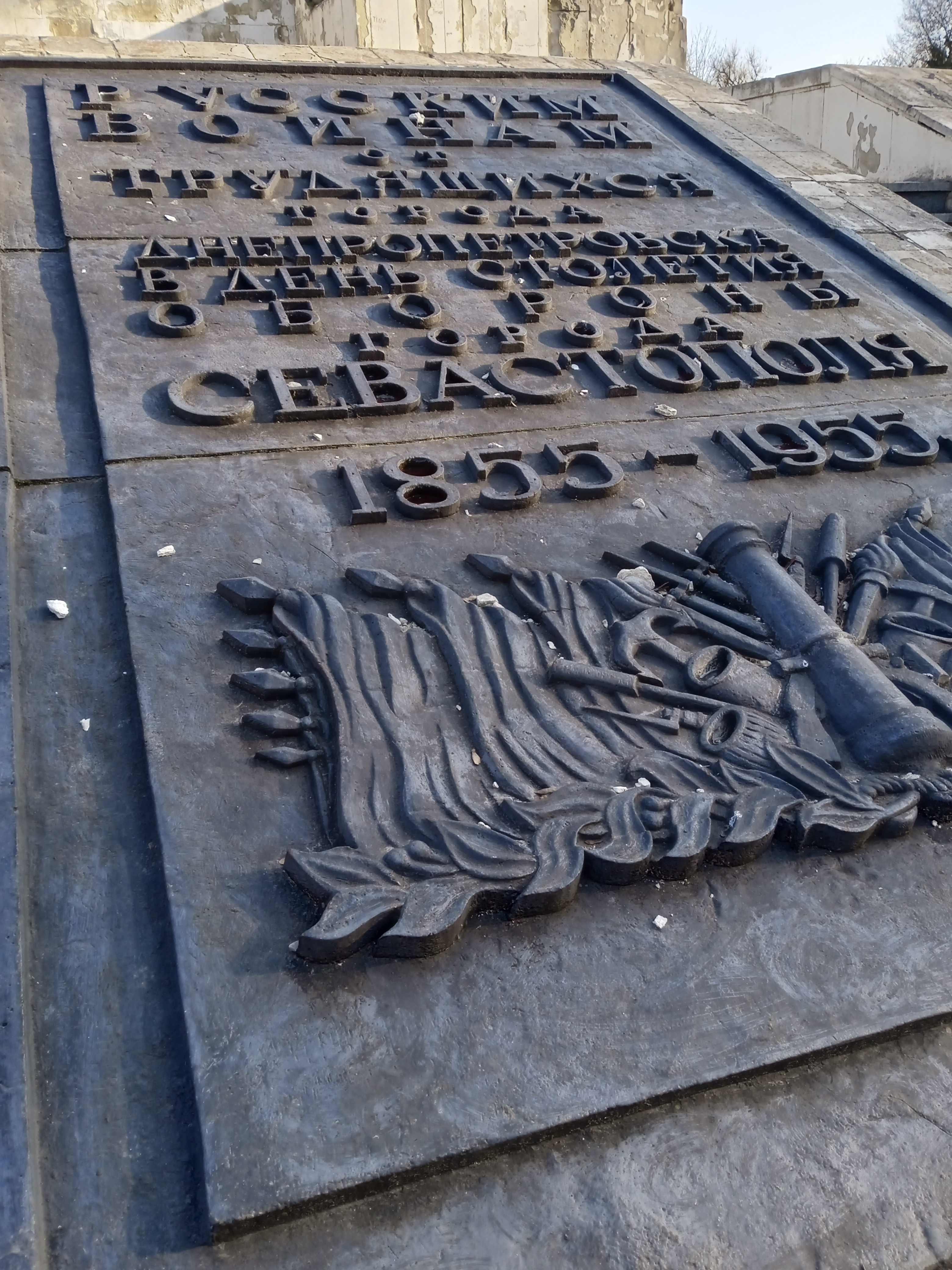
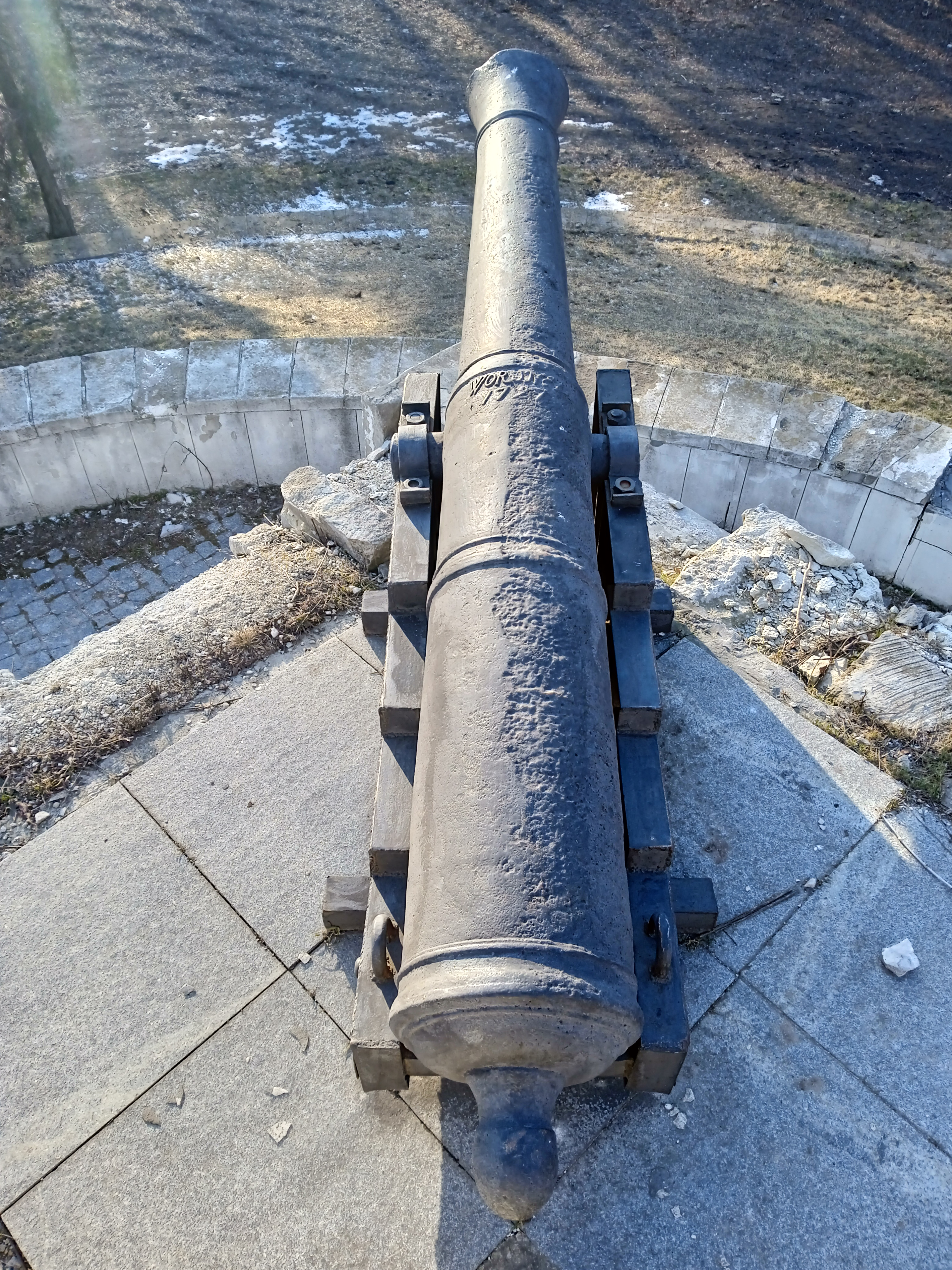
гармата
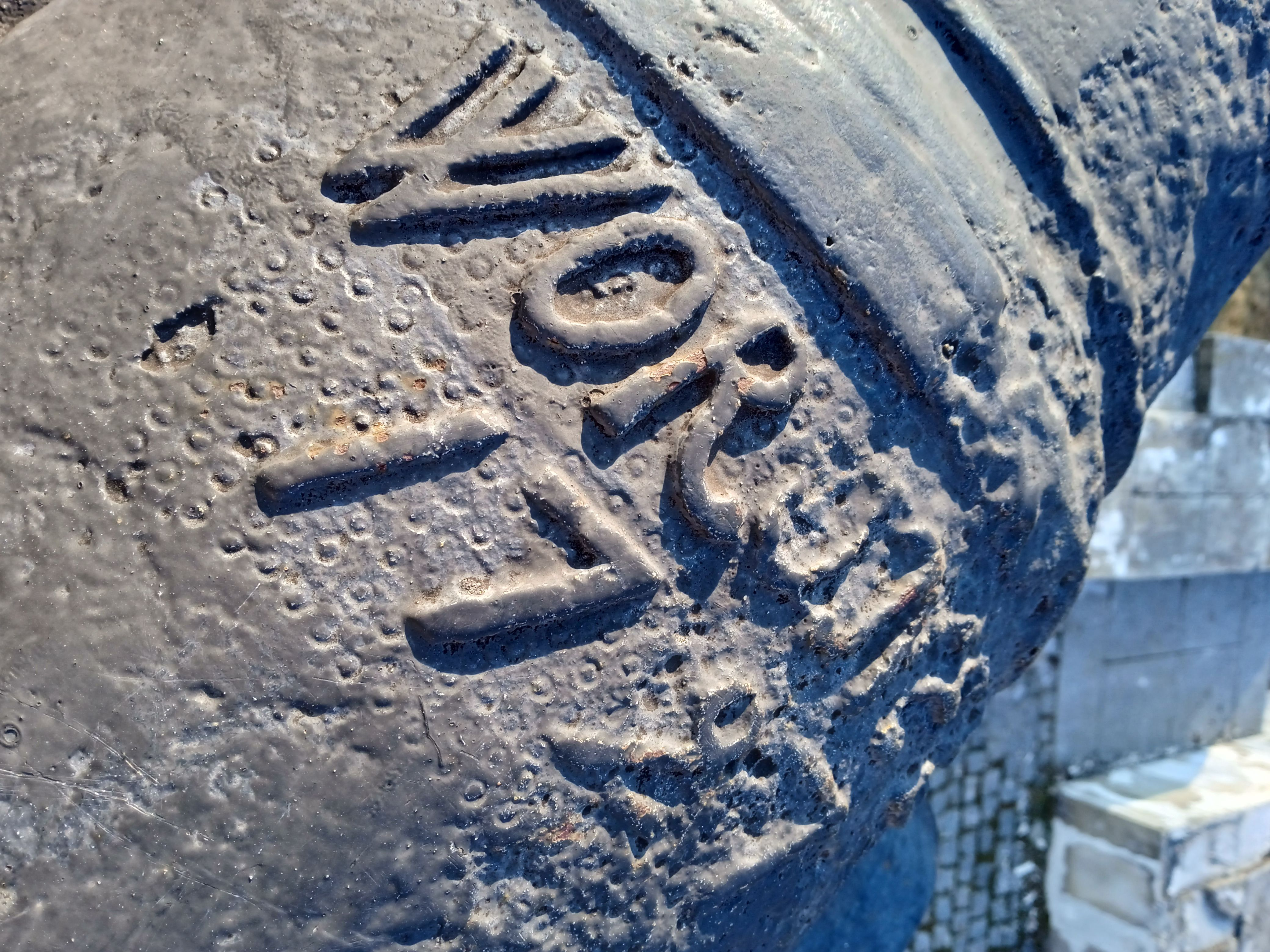
Воронеж 1727
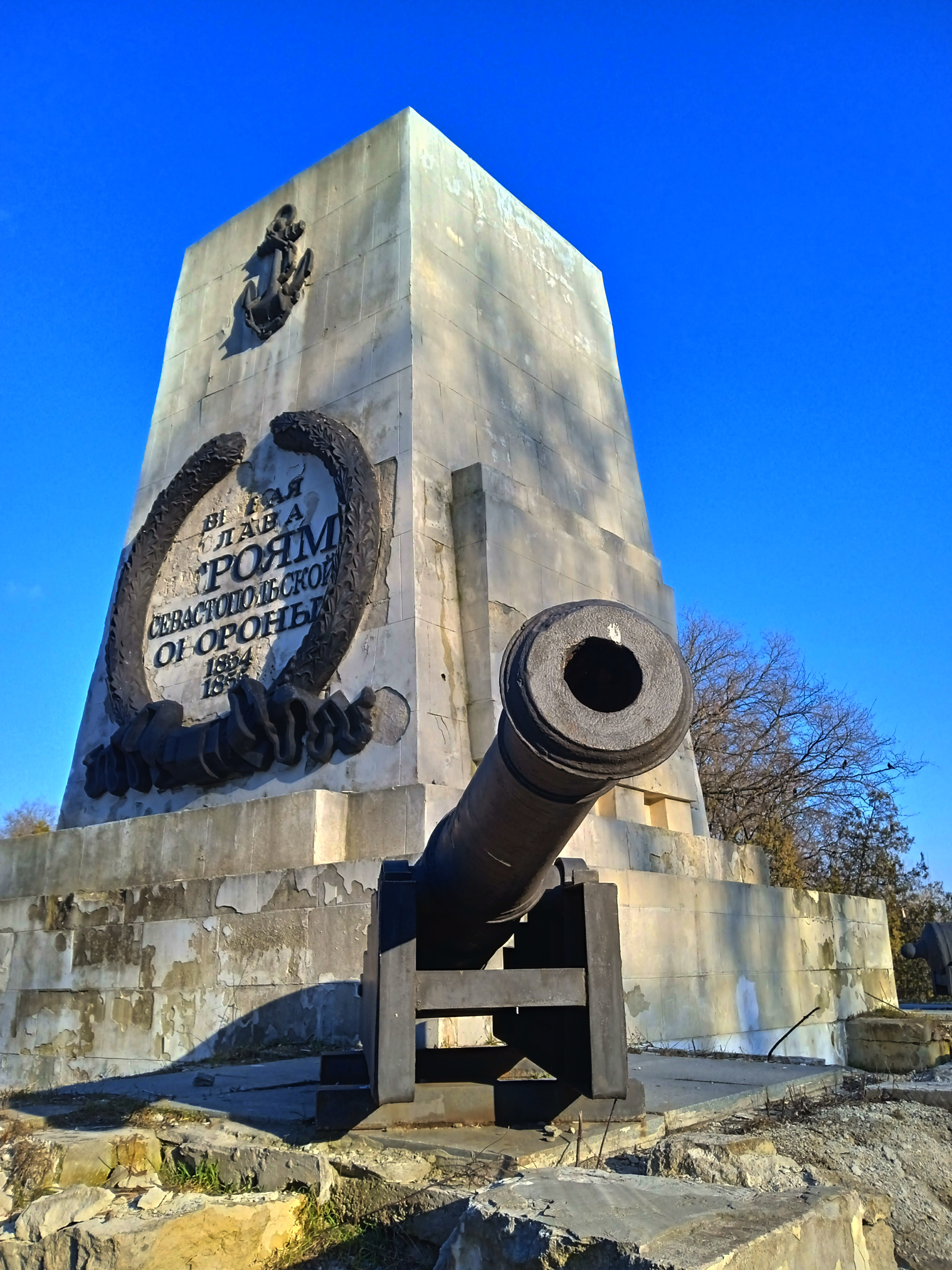
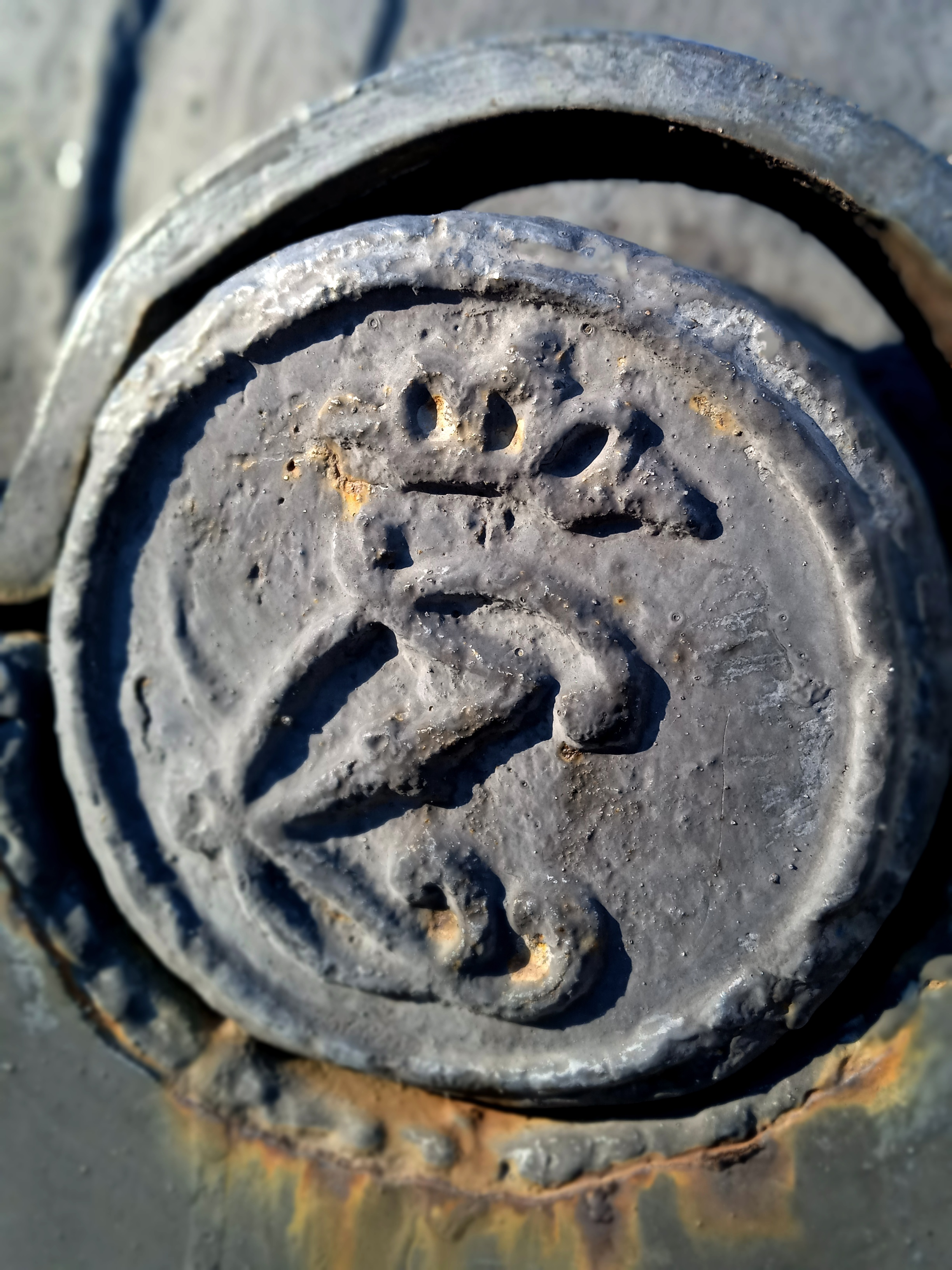
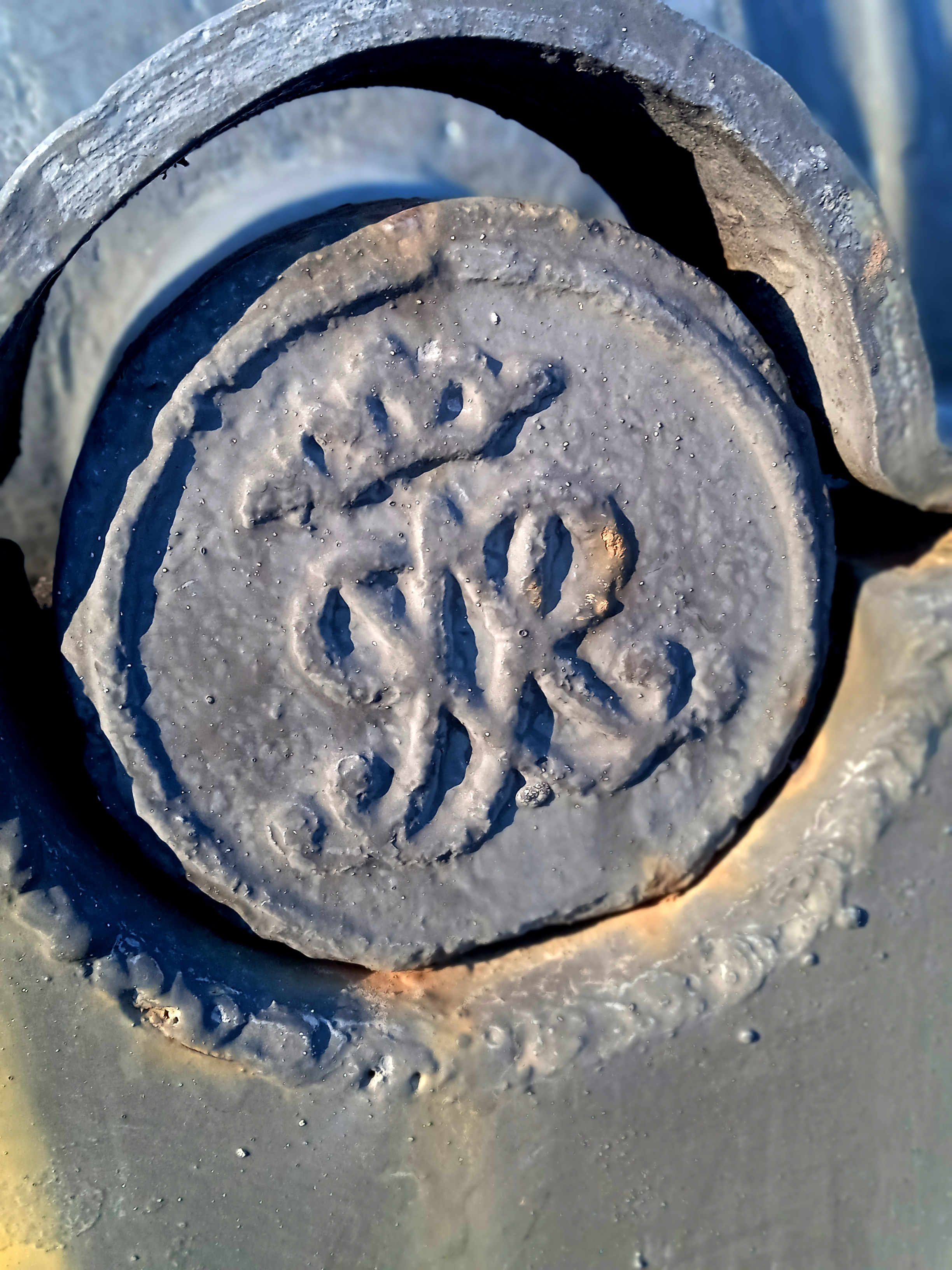
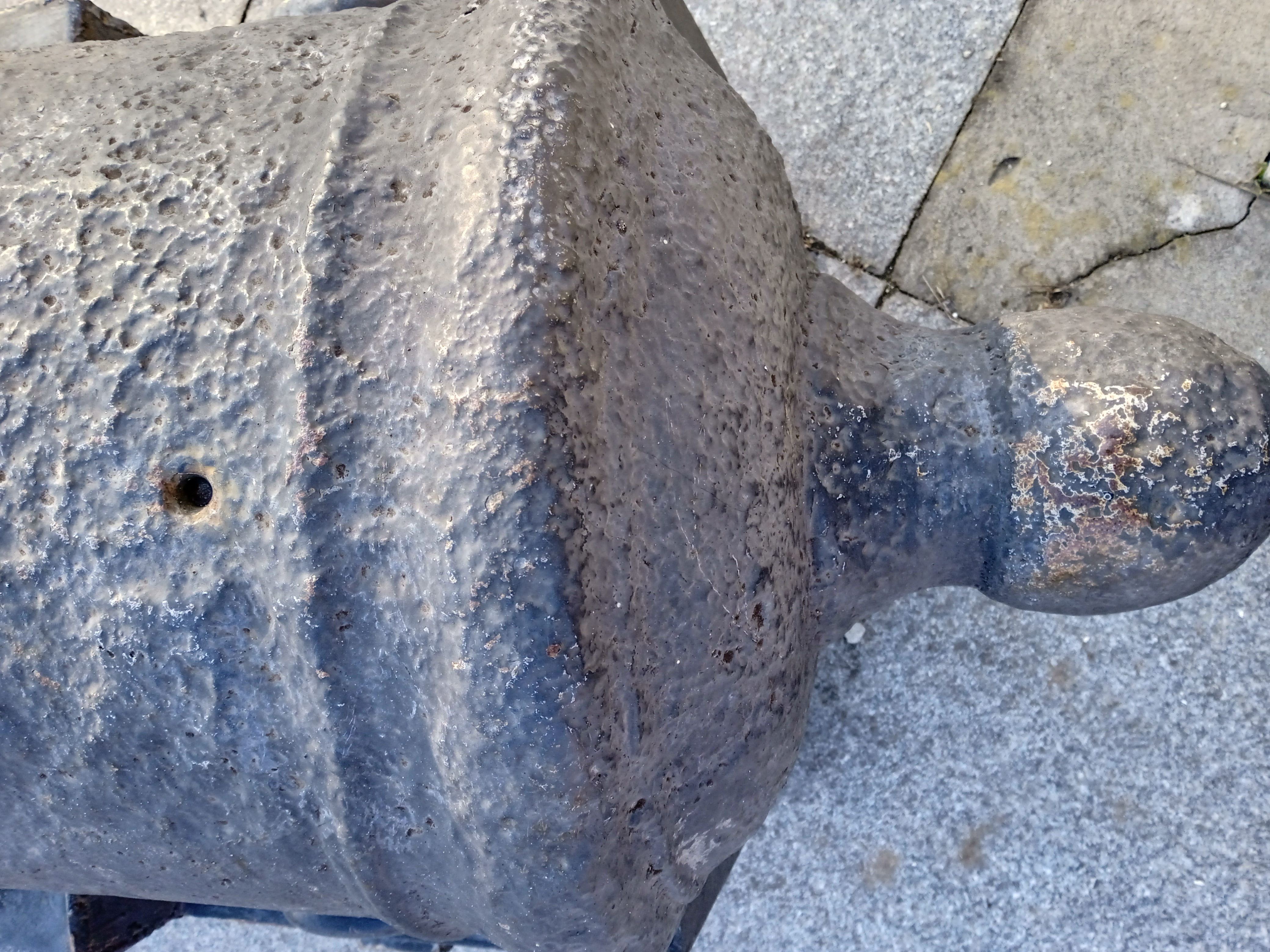